# Henauhof
Henauhof ist ein Gemeindeteil der Stadt Bad Buchau im Landkreis Biberach in Oberschwaben.
Die Einzelsiedlung Henauhof liegt circa eineinhalb Kilometer südöstlich von Bad Buchau und ist über die Landesstraße 275 zu erreichen. 

## Geschichte
In den Jahren 1988/89 wurden beim Henauhof Ausschnitte eines mittelsteinzeitlichen Siedlungsplatzes mit sieben Feuerstellen untersucht.
Der Henauhof wird 1478 erstmals erwähnt. Er war altes Eigentum des Damenstifts Buchau. 
Bis zum Gemarkungsausgleich 1877 gehörte der Henauhof zu Kappel.